# انتخاب گروه فرهنگی
انتخاب گروه فرهنگی (به انگلیسی: Cultural group selection) یک مدل توضیحی در فرگشت فرهنگی است که نشان می‌دهد چگونه ویژگی‌های فرهنگی با توجه به مزیت رقابتی که به یک گروه می‌دهند، فرگشت (تکامل) می‌یابند. این رویکرد چندرشته‌ای به مسئله فرهنگ انسانی، پژوهش‌هایی را در زمینه‌های انسان‌شناسی، اقتصاد رفتاری، زیست‌شناسی فرگشتی، نظریه بازی‌های فرگشتی، جامعه‌شناسی و روان‌شناسی درگیر می‌کند.